# Шиитаке
Шиитаке, также сиитаке, лентинула съедобная, япо́нский лесно́й гриб (лат. Lentinula edodes), — съедобный гриб, вид рода Лентинула семейства Негниючниковые (Marasmiaceae). Практика использования в пищу исходит из Китая и Японии, в настоящее время гриб активно культивируется по всему миру.
Японское название гриба — 椎茸, 香蕈 (си:такэ).

## Описание
Шляпка в диаметре 5—20 см полусферической формы, выпуклая, уплощается по мере созревания. Окраска шляпки гриба тёмно-коричневая, светлеет по мере созревании. Края шляпки ровные, по мере созревания уплощаются и загибаются, часто бывают волнистыми у зрелых грибов. Пластинки белого цвета, ровные у молодых и зубчатые у зрелых плодовых тел. У зрелых грибов пластинки при повреждении приобретают коричневатый цвет. У молодых грибов пластинки защищены покрывалом — тонкой мембраной, распространяющейся от ножки до краёв шляпки. Во время периода созревания покрывало разрывается, а его остатки имеют вид бахромки по краям шляпки и на ножке.
Ножка волокнистая, центральная либо несколько эксцентрическая. Мякоть плодового тела весьма толстая в середине шляпки, но несколько истончается к краям. При повреждениях мякоть коричневеет. В ножке мякоть волокнистая, белого цвета, у созревших — коричневого цвета, у перезрелых — тёмно-коричневого цвета, почти чёрная. Споры белые, размером 3х6 мкм, эллипсоидные или яйцевидные.

## Распространение и экология
Вид широко распространён в Японии, Китае, Корее и других странах Юго-Восточной Азии. В Европе и Америке этот вид в диком виде не встречается.
Шиитаке — сапротрофный макромицет: для своего развития этот гриб использует органические вещества отмерших растений. В естественных условиях растёт на древесине широколиственных деревьев, в основном на дубе, буке, грабе, каштане, особенно кастанопсисе остроконечном. В Приморском крае России встречается на древесине дуба монгольского (Quercus mongolica) и липы амурской (Tilia amurensis).

## Использование

### В кулинарии
Шиитаке — съедобный гриб, с хорошими вкусовыми качествами, который употребляют сырым, или залитым сметаной с солью, в виде салатов. Шиитаке широко используются в китайской, корейской и японской кухнях. Обычно продаются в сушёном виде и размачиваются перед употреблением. Многие предпочитают сушёные грибы свежим по причине небольших изменений вкуса в процессе сушки. Используются только шляпки грибов, так как ножки гораздо жёстче шляпок.

### В медицине
Ещё в период династии Мин (1368—1644) врач У Цзюэй (Wu Juei)[уточнить] написал, что шиитаке могут употребляться не только в пищу, но и как лекарство от болезней верхних дыхательных путей, слабого кровообращения, болезней печени, изнеможения и слабости, а также для повышения жизненной силы ци. Считалось, что эти грибы предотвращают преждевременное старение.
В современном Китае и Японии плодовые тела гриба используются для снижения массы тела, уровня холестерина в крови, а также для лечения импотенции.
Из плодовых тел и биомассы шиитаке в 1969 году был получен препарат лентинан, обладающий высокой биологической активностью. На его основе в Японии были созданы коммерческие лекарственные препараты.
Показано, что «в пробирке» экстракт из мицелия гриба обладает защитными свойствами при химиотерапии, существенно снижая число патологически изменённых клеток, возникающих под действием противоопухолевых препаратов.

## Культивирование
В Китае и Японии существует давняя культура употребления шиитаке в пищу. Эти грибы здесь выращиваются на протяжении уже более чем тысячи лет. Некоторые документы подтверждают, что дикие грибы шиитаке использовались в пищу за два века до нашей эры.
Шиитаке выращивают и продают во многих странах, в том числе и в России. Общемировое производство шиитаке в начале XXI века составляло около 800 тысяч тонн в год.

## Синонимы
В синонимику вида входят следующие названия:
- Agaricus edodes Berk. (1878)basionym
- Armillaria edodes (Berk.) Sacc. (1887)
- Armillaria edodes (Berk.) Sacc. (1887) f. edodes
- Armillaria edodes f. sterilis Iwade (1957)
- Collybia shiitake J. Schröt. (1886)
- Cortinellus edodes f. sterilis Iwade (1944)
- Cortinellus edodes (Berk.) S. Ito & S. Imai (1938)
- Cortinellus edodes (Berk.) S. Ito & S. Imai (1938) f. edodes
- Cortinellus shiitake (J. Schröt.) Henn. (1899)
- Lentinus edodes (Berk.) Singer (1941)
- Lentinus mellianus Lohwag (1918)
- Lentinus shiitake (J. Schröt.) Singer (1936)
- Lentinus tonkinensis Pat. (1890)
- Lepiota shiitake (J. Schröt.) Nobuj. Tanaka (1889)
- Mastoleucomyces edodes (Berk.) Kuntze (1891)
- Tricholoma shiitake (J. Schröt.) Lloyd (1918)[6]